# James Dewey Watson
James Dewey Watson (Chicago, 6 aprile 1928) è un biologo, genetista e biochimico statunitense.

Firma di James Dewey Watson

Assieme a Francis Crick e Maurice Wilkins ricevette il premio Nobel per la medicina nel 1962 per le scoperte sulla struttura molecolare degli acidi nucleici e il loro significato nel meccanismo di trasferimento dell'informazione genica negli organismi viventi.

## Biografia
Watson ereditò dal padre la passione per l'ornitologia. All'età di 10 anni, partecipò a Quiz Kids, un famoso programma radiofonico in cui bambini prodigio dovevano rispondere a difficili domande. Grazie alla politica liberale di Robert Hutchins, a 15 anni entrò nella University of Chicago. Dopo aver letto nel 1946 il libro What Is Life? di Erwin Schrödinger, cambiò il suo indirizzo da ornitologia a genetica. Conseguì il bachelor of science in zoologia nel 1947 all'Università di Chicago facoltà di biologia e un dottorato di ricerca in zoologia nel 1950 all'Università dell'Indiana facoltà di biologia.

### Il Phage Group
Una volta arrivato alla Indiana University a Bloomington per cominciare il suo dottorato di ricerca, Watson fu attratto dal lavoro di Salvador Luria, per il quale il ricercatore italiano avrebbe vinto il Premio Nobel nel 1969 insieme a Max Delbrück per la realizzazione del cosiddetto esperimento di Luria-Delbrück. I due genetisti erano infatti a capo di un gruppo di ricercatori, noto come Phage group (il "gruppo del fago"), che si serviva di batteriofagi per studiare la genetica. Questi organismi, detti appunto fagi, sono virus che infettano batteri. Il Phage group focalizzò la sua attenzione anche su importanti organismi modello come Drosophila melanogaster.
All'inizio del 1948 Watson cominciò le ricerche per il suo dottorato di ricerca (Ph.D.) nel laboratorio di Luria e ciò fece sì che incontrasse anche Delbrück, in particolare presso il Cold Spring Harbor Laboratory (CSHL) di New York. Il Phage Group sarà il mezzo mediante il quale Watson potrà diventare uno scienziato professionista. Nel gruppo era fortissima la convinzione di essere ad un passo dalla scoperta della natura fisica di ciò che veniva individuato come gene.
Nel 1949 Watson tenne un corso con Felix Haurowitz, riportando le idee sulla genetica ritenute corrette a quel tempo: che cioè le proteine fossero in grado di autoreplicarsi e che, in questo modo, fossero esse stesse i geni. L'altro principale tipo di macromolecola biologica, il DNA, era considerato alla stregua di uno "stupido tetranucleotide" di supporto strutturale per le proteine. Watson tuttavia, sotto l'influenza del Phage Group, era ben conscio dei limiti di questo modello e conosceva il lavoro di Oswald Avery, che aveva suggerito che potesse essere il DNA il "contenitore" dei geni.
Il progetto di ricerca per il Ph.D. di Watson consisteva nell'utilizzo di raggi X per inattivare l'attività infettiva dei fagi. Dopo aver conseguito il Ph.D. in zoologia alla Indiana University nel 1950, Watson partì per l'Europa per svolgere le sue ricerche post-dottorato. Sviluppò ulteriore interesse per i fagi nello studio degli acidi nucleici presso il laboratorio del biochimico Herman Kalckar a Copenaghen. Il periodo in Danimarca fu importante per Watson, dal momento che gli permise di entrare in contatto con Ole Maaloe, un membro del Phage Group, che gli permise di sviluppare ulteriormente le sue teorie sui geni. Gli esperimenti svolti in quella sede comprendevano l'uso di fosfato radioattivo come tracciante al fine di individuare nei fagi il tipo di molecola davvero in grado di determinare infezione nel batterio. Nella primavera del 1951, durante un meeting alla stazione zoologica di Napoli, poi, Watson entrò in contatto con Maurice Wilkins, che stava presentando alla comunità scientifica i suoi primi dati sulla diffrazione a raggi X del DNA. L'impegno di Watson sarebbe stato d'ora in poi quello di risolvere la struttura tridimensionale di questa molecola.
Linus Pauling, il noto chimico insignito del premio Nobel, pubblicò nel 1951 il suo modello 3D delle eliche alfa presenti all'interno delle proteine, ponendo fine ai suoi frenetici sforzi per mettere a punto la cristallografia a raggi X al fine di effettuare predizioni della struttura 3D delle macromolecole biologiche. Watson maturò immediatamente il desiderio di imparare queste tecniche al fine di utilizzarle per individuare la struttura del DNA. Attraverso Luria, Watson ebbe dunque la possibilità di ottenere un nuovo lavoro post-dottorato all'università di Cambridge, nel Regno Unito, dove conobbe Francis Crick.

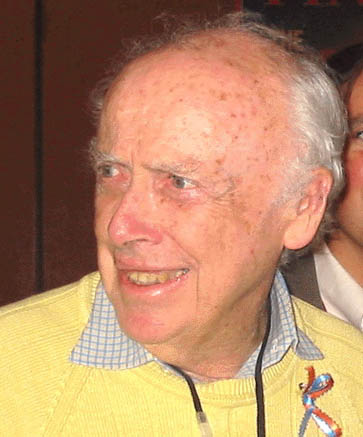
James Watson (2003)

### La struttura del DNA
Nell'ottobre del 1951, Watson iniziò la sua collaborazione al Cavendish Laboratory, il noto dipartimento di fisica dell'Università di Cambridge, dove incontrò Francis Crick. Watson e Crick avviarono una intensa collaborazione intellettuale che portò alla risoluzione della struttura del DNA in meno di un anno e mezzo. Avevano infatti le qualifiche e le motivazioni necessarie per sostenere un tale lavoro: Crick avrebbe risolto le equazioni matematiche che governano la struttura a doppia elica; Watson portava con sé l'esperienza del Phage group.
Nell'aprile del 1952, Luria avrebbe dovuto tenere un discorso ad un meeting nel Regno Unito, ma dovette rinunciare al viaggio per motivi di salute. Watson pensò dunque di utilizzare lo spazio originariamente riservato a Luria per presentare il suo lavoro con DNA radioattivo e le varie prove a favore della localizzazione dei geni negli acidi nucleici. In quel periodo stavano avendo grande risonanza le scoperte di Maurice Wilkins (con cui Watson collaborerà) come il calcolo della larghezza del filamento di DNA di tipo B, individuato proprio attraverso studi di diffrazione a raggi X (stimato essere pari a 2 nanometri).
Nel 1952, Watson e Crick beneficiarono in modo fortunoso delle conseguenze di due viaggi. Per prima cosa, Erwin Chargaff visitò l'Inghilterra in quell'anno e fornì importanti delucidazioni ai due riguardo alla biochimica dei nucleotidi, di cui conoscevano pochissimo. In secondo luogo, Linus Pauling visitò l'Inghilterra. Il suo viaggio, già pianificato, fu annullato per ragioni di tipo politico; non poté così avere accesso ai dati sulla diffrazione a raggi X del DNA portata a termine dal King's College fino alla loro pubblicazione nel 1953, assieme al modello della doppia elica.
Nel corso del 1952, in ogni caso, a Watson e Crick fu richiesto di non lavorare sui modelli molecolari della struttura di DNA. L'attività ufficiale dei due sarebbe stata l'analisi con diffrazione a raggi X del virus del mosaico del tabacco, il primo organismo virale a essere stato individuato (1886) e purificato (1935). Attraverso la microscopia elettronica, infatti, erano stati individuati cristalli di virus all'interno delle piante di tabacco. Nel 1954, Watson scoprirà dalla diffrazione a raggi X che la struttura del virus è di tipo elicoidale.
Nonostante questa assegnazione, in ogni caso, Watson e Crick continuarono a lavorare sulla struttura del DNA, senza peraltro alcun tipo di sanzione. I due ricercatori sognavano di divenire per il DNA quello che Pauling era stato l'anno prima per le proteine. Pauling, tuttavia, era giunto alla struttura delle proteine applicando la sua notevole esperienza nel campo chimico: né Watson né Crick, invece, erano molto ferrati in materia. I due biologi si rivolsero così a Rosalind Franklin, che aveva già portato a termine notevoli lavori sul DNA e poté fornire loro numerose conoscenze chiave per portare a termine il lavoro. Servendosi dei lavori non ancora pubblicati della Franklin e di Wilkins, i due poterono dedurre la struttura a doppia elica, che pubblicarono sulla rivista Nature il 25 aprile 1953.
In particolare, Rosalind Franklin contribuì nell'individuare la funzione dei gruppi fosfato degli acidi nucleici. La ricercatrice chiarì la loro posizione esterna, suggerendone la funzione di supporto. Watson e Crick ne conclusero dunque che l'informazione risiedesse nell'ordine delle quattro basi azotate.
Watson ebbe invece un ruolo chiave nella scoperta dell'appaiamento delle basi azotate, il fondamento della stessa struttura e funzione del DNA. In seguito al fondamentale contributo di Jerry Donohue, che gli spiegò la corretta struttura chimica delle quattro basi, Watson provò a "giocare" con i modelli delle quattro basi azotate. Poté rendersi così conto che le coppie A:T e C:G, tenute insieme da ponti idrogeno, sono strutturalmente similari. Watson fu in grado di spiegare le cosiddette regole di Chargaff, secondo cui la quantità di guanina è pari a quella di citosina e quella di adenina è uguale a quella di timina.

### Il premio Nobel
Watson, Crick e Wilkins ricevettero il Premio Nobel per la Medicina nel 1962 per la scoperta della struttura del DNA. Rosalind Franklin venne esclusa dal premio malgrado il suo apporto fondamentale per il raggiungimento della scoperta. Di fatto, i colleghi scienziati avevano sottratto impropriamente il suo lavoro scientifico senza darle i giusti crediti. Infatti la pubblicazione della Franklin, anziché comparire per prima ed essere riconosciuta come pionieristica nella scoperta della struttura del DNA, venne pubblicata a seguito di quella degli scienziati vincitori del Nobel, risultando quindi di mero supporto. Nel frattempo la scienziata era morta di cancro, nel 1958, ma tale esclusione venne vissuta come una ingiustizia da una parte del mondo scientifico e in tempi successivi, da casi come questo, venne formulata la teoria dell'effetto Matilda. In effetti si erano già avute in precedenza due assegnazioni postume del premio: Erik Axel Karlfeldt ottenne il Nobel per la letteratura nel 1931 e Dag Hammarskjöld ottenne il Nobel per la pace nel 1961.
Occorre aggiungere che nell'immaginario collettivo la scoperta della struttura del DNA è legata ai soli Watson e Crick.
Nel 1968 Watson scrisse il suo secondo libro, La doppia elica (The Double Helix), uno dei saggi di maggior successo dell'epoca. L'opera raccoglieva un "dietro le quinte" di questa scoperta, presentando le personalità di chi vi aveva partecipato. Il titolo originale scelto da Watson era Honest Jim (Jim - ovvero James - l'onesto), soprattutto per rispondere alle velate accuse di essersi servito dei risultati della Franklin prima che fossero pubblicati. Watson non aveva particolarmente gradito le voci di critica che furono rivolte al suo atteggiamento nei confronti della ricercatrice. Attraverso il libro chiarì che, davanti alla sfida di battere sul tempo Pauling, i dubbi e le precauzioni della Franklin sui suoi dati erano soltanto un ostacolo da aggirare. Wilkins e altri si trovarono al posto e al momento giusto per permettere a Watson e Crick di fare tutto ciò. Anche per questi motivi, La doppia elica cambiò la visione del grande pubblico riguardo al mondo della scienza. Nell'autobiografia di Watson, Franklin viene comunque descritta come "la terribile e bisbetica Rosy", una donna non attraente, e dal carattere pessimo, molto gelosa del proprio lavoro, che trattava gli uomini come ragazzini cattivi e che vestiva da liceale. Questo fatto evidenzia l'esistenza di screzi tra i due scienziati. L'autrice femminista Mary Ellmann accusò La doppia elica di misoginia. In The Yale Review derise la pretesa di rappresentare "lo scienziato come essere umano, alle prese con i geni al mattino e con le donne la sera", e commentò con sarcasmo che "l'unica contraddizione in questo equilibrio perfetto è costituita da Rosalind Franklin, la donna "capace di studiare" il DNA come un uomo. Perché mai non si è accontentata di fare l'assistente di Wilkins (e, per suo tramite, di Crick e Watson)?". Quindici anni dopo la sua pubblicazione, Watson scrisse al proposito: "Come sapete, le leggende narrano che io e Francis abbiamo rubato la struttura ai ricercatori del King's. Mi avevano mostrato il difrattogramma ottenuto ai raggi X da Rosalind Franklin: wow! Era un'elica! Ed ecco che un mese dopo avevamo la struttura; Wilkins non avrebbe mai dovuto mostrarmi la foto".
Il primo libro di testo di Watson, La biologia molecolare del Gene (The Molecular Biology of the Gene), pubblicato per la prima volta nel 1965 (e ristampato nel 1970, 1976 e 1987), aveva fissato comunque anche un nuovo standard per i libri di testo, soprattutto a livello stilistico.
Il suo terzo testo, Biologia molecolare della cellula (Molecular Biology of the Cell) pubblicato nel 1983 e ristampato nel 1989 e nel 1994, ebbe il merito di far convergere un vasto gruppo di ricercatori su un unico progetto innovativo.
Il libro DNA ricombinante: un corso breve (Recombinant DNA), pubblicato nel 1983 e ristampato nel 1992 ha raccolto le tecniche attraverso le quali l'ingegneria genetica ha potuto portare tante nuove informazioni riguardanti il funzionamento degli organismi. Tutti questi testi sono tuttora in stampa.
Altri testi scritti da lui, oltre il già citato La doppia elica (The Double Helix) e gli altri nominati, sono: La storia del Dna (1981), La passione per la genetica (2000), Geni, ragazze e un fisico di nome Gamow: dopo la doppia elica (2002) e DNA: il segreto della vita (2003).

### Il Progetto Genoma
Nel 1968, Watson tornò negli Stati Uniti come direttore del CSHL. Nel 1974 il CSHL divenne la sua residenza definitiva e nel 1994 ne divenne presidente.

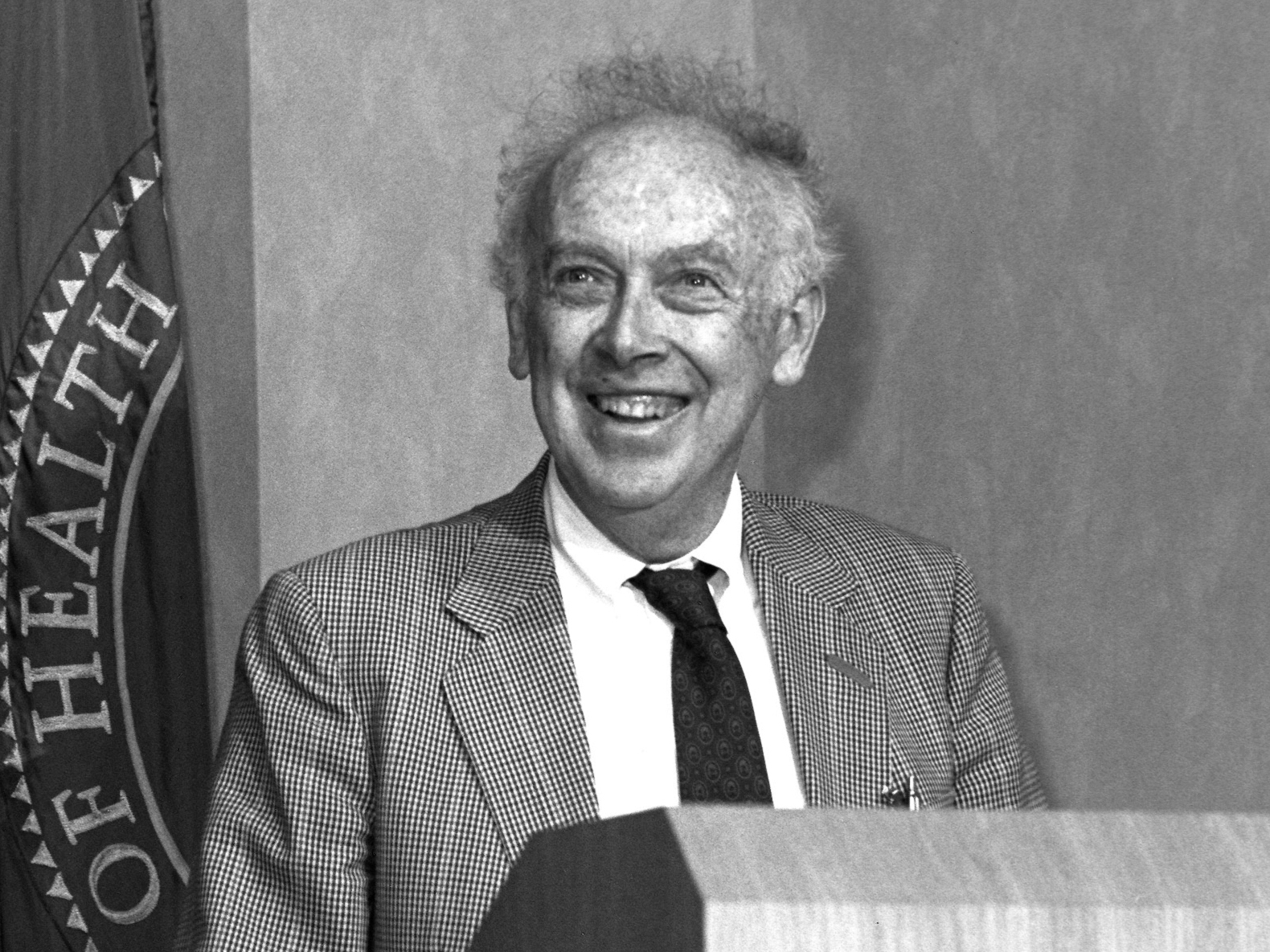
Watson alla fine degli anni '80

Nel 1988 Watson fu nominato vicedirettore per la ricerca sul genoma umano e l'anno successivo ne divenne direttore, ponendosi così alla guida del Progetto Genoma Umano al National Institutes of Health (NIH) .
Si dimise da questo incarico nel 1992, dopo aver lanciato un'iniziativa globale che puntava alla mappatura e la messa in sequenza del genoma umano, offrendo il suo genoma personale, che dal 2007 è consultabile gratuitamente in internet.
Watson lasciò il Progetto Genoma in seguito a numerosi conflitti con il nuovo direttore degli NIH, Bernardine Healy. Watson si era infatti a lungo opposto all'idea di Healy di poter commercializzare i geni, brevettandoli o sottoponendoli a un qualche diritto d'autore. In ogni caso, le dimissioni da direttore di Watson furono dovute alla presunta incompatibilità tra questa carica e quella comunque mantenuta presso il Cold Spring Harbor Laboratory.
Egli è un convinto sostenitore degli OGM in campo agricolo, ritenendone i possibili vantaggi di gran lunga superiori ai possibili pericoli ambientali. Numerose opinioni riguardanti gli OGM, a suo parere, sono assolutamente anti-scientifiche e irrazionali. Le sue idee al riguardo sono contenute nel libro di memorie Il segreto della vita (DNA: The Secret of Life), in particolare nel capitolo 6.
Oggi partecipa a dibattiti pubblici e mantiene un ruolo all'interno del CSHL.

### Vita personale
Sposato con Elizabeth Lewis, da lei ha avuto due figli, Rufus, sofferente di schizofrenia, e Duncan. Le condizioni di Rufus sono migliorate negli anni, nel 2019 ha rilasciato dichiarazioni in difesa della reputazione del padre. James Dewey Watson è ateo.

## Posizioni riguardo l'eugenetica e le razze
A partire dagli anni 2000 la reputazione di Watson è stata danneggiata da alcune sue affermazioni, giudicate razziste dalla comunità scientifica.

Uno dei test a cui Watson fece riferimento per le sue contestate dichiarazioni, i risultati globali del 2006 dei test per il quoziente d'intelligenza: coreani e giapponesi sarebbero i più intelligenti in assoluto, seguiti da italiani, tedeschi e svedesi, cinesi, taiwanesi, mongoli e islandesi e poi da anglosassoni e slavi e tutti gli altri; mentre gli africani subsahariani e gli arabi sarebbero i più scarsi.

Secondo il The Sunday Telegraph, durante un'intervista, Watson avrebbe dichiarato «Se si potesse trovare il gene che determina la sessualità, e una donna decidesse che non vuole avere un figlio omosessuale, beh, io l'appoggerei». Il biologo Richard Dawkins, però, scrisse una lettera al The Independent in cui sosteneva che la posizione di Watson era stata travisata dal Sunday Telegraph, affermando che Watson avrebbe ugualmente preso in considerazione la possibilità di abortire un figlio eterosessuale, equiparando l'orientamento sessuale a una qualsiasi altra caratteristica del nascituro. In questo modo, Dawkins sottolinea che Watson non è omofobo, ma semplicemente a favore della scelta.
Watson ha suggerito anche un nesso tra colore della pelle e sessualità, sostenendo che le persone di colore avrebbero una libido più accentuata rispetto ai bianchi. Ha affermato, inoltre, che la bellezza umana potrebbe essere geneticamente manipolata: «la gente pensa che sarebbe orribile se facessimo tutte le ragazze belle, io credo invece che sarebbe meraviglioso».
Nell'ottobre 2007 The Independent pubblicava una sua dichiarazione secondo la quale «I neri sono meno intelligenti dei bianchi» e che l'idea che «l'uguaglianza della ragione condivisa da tutti i gruppi razziali si è rivelata un'illusione», tanto che «chi ha a che fare con dipendenti di colore pensa che questo non sia vero». La dichiarazione fu subito tacciata di razzismo e di voler riproporre il "razzismo scientifico".
Nello specifico, la dichiarazione si riferisce ad un'intervista concessa da Watson al The Sunday Times Magazine nel corso di un suo viaggio promozionale nel Regno Unito: lo scienziato ha dichiarato di essere "intrinsecamente triste per la prospettiva dell'Africa" perché "tutte le nostre politiche sociali si basano sul fatto che la loro intelligenza sia uguale alla nostra - mentre tutti i test a nostra disposizione non lo dicono affatto, anzi la realtà dei fatti è completamente differente". Ha anche scritto che:
Specificando poi di non essere un razzista o un suprematista:
Il modo in cui la stampa riportò certe frasi, fece scalpore. Ciò ha portato all'immediata cancellazione di una conferenza alla Royal Society insieme ad altri impegni pubblici, oltre che la sospensione dai suoi doveri e compiti amministrativi al Cold Spring Harbor Laboratory (CSHL). Successivamente ha dovuto far cancellare il tour e porgere le proprie dimissioni dalla posizione al CSHL ove aveva lavorato come direttore, presidente o rettore fin dal 1968. Tuttavia è stato in seguito nominato rettore emerito e dal 2009 continua a consigliare e guidare il progetto di lavoro in laboratorio.
Al riguardo, Steven Rose, professore di scienze biologiche alla Open University e membro fondatore della Società per la responsabilità sociale nella scienza, ha commentato: «È la teoria più scandalosa di Watson. Ha detto cose simili sulle donne in passato, ma non lo avevo mai sentito trattare argomenti genuinamente razzisti». Due giorni dopo una tempesta di polemiche Watson ha ritrattato, affermando che "non vi sono basi scientifiche per sostenere tali tesi" e che non riusciva nemmeno a rendersi conto di come avesse potuto affermare "tali sciocchezze" e di essere stato "stupido" a fare queste dichiarazioni, pur motivandole con la reale preoccupazione per il futuro dell'Africa.
In seguito, dichiarando di aver bisogno di denaro a causa dei lavori persi, Watson ha messo in vendita la medaglia ottenuta con il Nobel. Essa è stata venduta per 4,1 milioni di dollari all'asta, ma il compratore, il miliardario russo Alisher Usmanov ha in seguito deciso di riconsegnargli comunque la medaglia come un regalo personale, come ringraziamento ai suoi studi che hanno contribuito a molte scoperte sul cancro, malattia di cui morì il padre di Usmanov.
A gennaio 2019, dopo avere pubblicamente confermato la sua teoria secondo cui i tratti genetici tra diverse razze influenzano l'intelligenza degli individui, il Cold Spring Harbor Laboratory, istituto in cui ha lavorato ed ha guidato per decenni, gli ha revocato le onorificenze di Cancelliere emerito Professore emerito e Fiduciario emerito.